# Valvträsket (Överkalix socken, Norrbotten)
Valvträsket är en sjö i Överkalix kommun i Norrbotten och ingår i Kalixälvens huvudavrinningsområde. Sjön har en area på 0,189 kvadratkilometer och ligger 162 meter över havet. Sjön avvattnas av vattendraget Djupbäcken.

## Delavrinningsområde
Valvträsket ingår i det delavrinningsområde (736402-182654) som SMHI kallar för Ovan Mjöträskån. Medelhöjden är 137 meter över havet och ytan är 38,3 kvadratkilometer. Det finns inga avrinningsområden uppströms utan avrinningsområdet är högsta punkten. Djupbäcken som avvattnar avrinningsområdet har biflödesordning 3, vilket innebär att vattnet flödar genom totalt 3 vattendrag innan det når havet efter 86 kilometer. Avrinningsområdet består mestadels av skog (87 procent). Avrinningsområdet har 0,4 kvadratkilometer vattenytor vilket ger det en sjöprocent på 1,1 procent.